# Helmut Schoepe
Helmut Ernst Wolfgang Schoepe (* 30. Juli 1954 in Augsburg) ist ein deutscher Brigadegeneral außer Dienst des Heeres der Bundeswehr und war zuletzt Militärattaché in Peking.

## Leben
Schoepe trat am 1. Juli 1973 beim Fernmeldebataillon 320 in die Bundeswehr ein. Er absolvierte ein Studium der Elektrotechnik an der Hochschule der Bundeswehr München, das er 1980 als Diplom-Ingenieur abschloss. Anschließend hatte er bis 1986 Verwendungen als Zugführer der Fernmeldetruppe EloKa (Elektronische Kampfführung) an den Standorten Donauwörth (Fernmeldebataillon 220), Hof und Bad Kötzting (II. Zug der Fernmeldekompanie 946).
Von 1986 bis 1988 absolvierte Schoepe den 29. Generalstabslehrgang Heer an der Führungsakademie der Bundeswehr in Hamburg, wo er zum Offizier im Generalstabsdienst ausgebildet wurde. Danach war er von 1988 bis 1990 G4 der Panzergrenadierbrigade 30 in Ellwangen und von 1990 bis 1992 G3-Stabsoffizier beim Hauptquartier der Central Army Group der NATO in Heidelberg. Anschließend war er von 1992 bis 1994 Regimentskommandeur des Stabs- und Fernmelderegiments 210 in der Hindenburg-Kaserne in Ulm. Danach wurde er G6 (Führungsunterstützung) und Leiter Truppenfachlehrer der Fernmeldeschule und Fachschule des Heeres für Elektrotechnik, bevor er von 1997 bis 2000 Sachgebietsleiter beim Bundesnachrichtendienst (legendiert als Amt für Militärkunde) wurde. Im Folgenden war er von 2000 bis 2004 Abteilungsleiter G6 im Stab der 10. Panzerdivision in Sigmaringen. Währenddessen absolvierte er 2003 einen Auslandseinsatz der Bundeswehr als Chef des Stabes der Kabul Multinationalen Brigade im 3. Kontingent der International Security Assistance Force. Von 2004 bis 2005 nahm er an einem Lehrgang am NATO Defense College in Rom in Italien teil, bevor er von 2005 bis 2006 Referatsleiter im Führungsstab des Heeres, Stabsabteilung III, Referat 5 im Bundesministerium der Verteidigung wurde.
Ab Oktober 2006 war Schoepe Abteilungsleiter Führungsunterstützung / G6 des Streitkräfteunterstützungskommando in Rheinbach. Von März 2008 bis August 2013 war er Kommandeur der Führungsunterstützungsschule der Bundeswehr, der ehemaligen Fernmeldeschule und Fachschule des Heeres für Elektrotechnik. Nach einer Sprachausbildung wurde er im Herbst 2014 erster Militärattaché in der Dienstgradgruppe der Generale an der Deutschen Botschaft Peking. Dort war er auch nebenakkreditiert für die Mongolei. Im Januar 2017 folgte ihm Jürgen Karl Uchtmann auf diesem Dienstposten nach. Schoepe wurde formal noch kurzzeitig an der Schule Informationstechnik der Bundeswehr eingesetzt, der ehemaligen Führungsunterstützungsschule der Bundeswehr, bevor er in den Ruhestand versetzt wurde.
Schoepe ist verheiratet und hat zwei Kinder. Er war von 2016 bis 2020 Vorsitzender des Fernmelderings und ist seit 2021 Ehrenvorsitzender. Er ist zudem Vorsitzender des Fördervereins Militärhistorische Lehrsammlung Nachrichten-/Fernmeldetechnik e.V. in Pöcking.